# Damián Ísmodes Saravia
Damián Ísmodes Saravia (nascut el 10 de juny de 1989 a Lima) és un futbolista peruà.
Ha estat internacional amb el Perú i ha jugat per clubs com Club Universitario de Deportes, Racing de Santander, i SD Eibar.